# Parasense
Parasense
Projeto russo de música eletrônica formado por Alexey Kurkin (Alex) & Victor Zolotorenko (Zolod) de 1995.
Parasense é um diminutivo de Paranoic Sensations. 
Zolod faleceu em 4 de Janeiro de 2006. Alex continuou o projecto a solo. O projeto é caracterizado por ser um dos precursores do estilo dark psytrance.

## Discografia
- Krakakot (Cass, Album) - Sun Trance

Ano: 1998
- Apple (CD, Álbum) - Acidance Records

Ano: 2001
- Avangard (CD, Álbum, Dig) - Acidance Records

Ano: 2003
- Past Present Future (CD) - Crystal Matrix Records

Ano: 2003